# Јосеф Бодански
Јосеф Бодански (Израел, 1. мај 1954 – Мериленд, 5. децембар 2021) био је израелско-амерички политиколог који је био директор Конгресне радне групе за тероризам и неконвенционално ратовање Представничког дома америчког Конгреса од 1988. до 2004. Такође је био директор истраживања Међународне асоцијације за стратешке студије као и гостујући научник на Паул Х. Нитзе школи за напредне међународне студије (САИС) Универзитета Џонс Хопкинс. Осамдесетих година 20. века радио је као виши консултант за Министарство одбране и Стејт департмент.

## Извештај Конгресне радне групе за време рата у Босни и Херцеговини
Извештај који је септембра 1992. године објавила Конгресна радна група за тероризам и неконвенционално ратовање, део Републичког истраживачког комитета Представничког дома, садржао је оптужне закључке да су:
- босански председник Алија Изетбеговић и његова влада намеравају да створе исламску републику на Балкану као део међународне исламистичке завере; 
-Снаге босанских Муслимана убијају свој народ и странце у покушају да изазову међународну интервенцију или да дају изговор за муслиманске злочине над Србима; 
-Иран инфилтрира исламистичке терористе у Босну како би се припремио за општи муслимански устанак у западној Европи.
Извештај, који су написали шеф особља Оперативне групе Vaughn S. Forrest и директор Јосеф Бодански, носио је наслов "Иранска европска одскочна даска? Архивирано на веб-сајту  (27. мај 2022)".
Након овог извешаја, четири члана конгреса радне групе су дала оставке, односно копредседавајући радне групе Дана Рорабахер, представници Џејмс Сенсенбренер млађи, Олимпија Сноу и Кристофер Кокс са Рорабахеровим законодавним помоћником за спољне послове.

## Публикације
Књиге
- Циљана Америка: Тероризам у САД (1993, Shapolsky Publishers Inc.).
- Криза у Кореји (1994, Shapolsky Publishers Inc.).
- Терор: Унутрашња прича о терористичкој завери у Америци (1994, Shapolsky Publishers Inc.).
- Офанзива на Балкану: Потенцијал за шири рат као резултат стране интервенције у Босни и Херцеговини (1995, International Media Corp./ISSA). (Онлајн верзија)
- Неки то зову мир: Чекање на рат на Балкану (1996, International Media Corp./ISSA). (Онлајн верзија)
- Бин Ладен: Човек који је објавио рат Америци (1999, 2001, Random House).
- Исламски антисемитизам као политички инструмент (1999, 2000, ACPR Publications and Tammuz Publishers).
- Висока цена мира: Како је политика Вашингтона на Блиском истоку оставила Америку рањивом на тероризам (2002, Random House).
- Тајна историја рата у Ираку (2004, HarperCollins).
- Чеченски џихад: Ал Каидин полигон и следећи талас терора (2007, HarperCollins).

Чланци и коментари
- "Иранска европска одскочна даска? Архивирано на веб-сајту  (27. мај 2022)", Serbian Unity Congress, 01.09.1992.

- "Истина о Горажду Архивирано на веб-сајту  (12. мај 2022)",Serbian Unity Congress, 04.05.1994.
- "Јерусалим у контексту", Freeman Center for Strategic Studies Broadcast, 7. јун 1995; штампани примерак 12. јун 1995. (пронађен архивиран на интернету).
- "Конфликт на Балкану: Прекретница у Брчком", Centre for Peace in the Balkans, November 1997.
- "Успон трансазијске осовине: Да ли је то основа нове конфронтације?", kimsoft.com, 1997.
- "Убрзање повратка Салаха Ал-Дина", JINSA Online, June 1, 1998.
- "Тероризам и Балкан: Италија постаје нова иранска база за терористичке операције", Centre for Peace in the Balkans, February 1998.